# 125. Infanterie-Division
La 125. Infanterie-Division fu un'unità della Wehrmacht che venne costituita nell'ottobre 1940 durante la seconda guerra mondiale con personale provenienti dalla Svevia, nel quadro del programma di potenziamento dell'esercito tedesco in vista dell'operazione Barbarossa, l'invasione dell'Unione Sovietica.
A partire dal 22 giugno 1941, la divisione prese parte alla sanguinosa campagna sul fronte orientale assegnata al Gruppo d'armate Sud schierato nel settore meridionale del fronte. La 125. Infanterie-Division rimase per tutta la sua storia operativa sul fronte russo e si distinse soprattutto nella campagna del 1942-43, conquistando la città di Rostov e avanzando in profondità nel Caucaso. Nell'ultimo periodo della guerra, la divisione venne lentamente decimata a causa delle continue perdite subite nelle cruente battaglie difensive per far fronte alle potenti offensive dell'Armata Rossa nel Kuban', in Crimea e sul Dnepr. La 125. Infanterie-Division venne infine sciolta nell'aprile 1944 dopo essere stata praticamente distrutta nella testa di ponte di Nikopol'.

## Storia
La 125. infanterie-Division venne costituita dalla Wehrmacht nell'ottobre 1940 nel corso della cosiddetta undicesima ondata (welle) di mobilitazione, nel quadro di potenziamento delle forze in preparazione dell'operazione Barbarossa contro l'Unione Sovietica. La nuova grande unità venne organizzata nel campo di addestramento di Münsingen, nel Wehrkreis V, la "regione militare N. 5", con sede a Stoccarda, nel Baden-Württemberg, con quadri provenienti dalla 5. Infanterie-Division, dalla 260. infanterie-Division e dalla 25. Infanterie-Division (Mot.). In aprile 1941 la nuova divisione venne assegnata come unità di riserva alla 2. Armee, impegnata nella breve e vittoriosa campagna dei Balcani; la 125. Infanterie-Division era alle dipendenze del LII Corpo d'armata del generale Kurt von Briesen che tuttavia non venne fatto intervenire in azione.
Il 22 giugno 1941 la Wehrmacht diede inizio alla gigantesca operazione Barbarossa e la 125. Infanterie-Division venne assegnata al Gruppo d'armate Sud del feldmaresciallo Gerd von Rundstedt; guidata dal generale Wilhelm Schneckenburger, la divisione in un primo momento rimase nella riserva del gruppo d'armate e non prese parte alle battaglie iniziali, avanzando insieme ad altre formazioni di fanteria dietro le unità corazzate del generale Ewald von Kleist. Dopo aver partecipato con un ruolo marginale alla battaglia di Uman', la 125. infanterie-Division venne portata in prima linea per la successiva battaglia di Kiev. Durante la gigantesca manovra d'accerchiamento a est della città di Kiev, la 125. Infanterie-Division venne assegnata in rinforzo della Panzerarmee 1 del generale von Kleist e partecipò ai duri combattimenti per conquistare una testa di ponte sul Dnepr a Kremenčug e alle successive operazioni a nord del fiume per entrare in collegamento con le forze mobili del Gruppo d'armate Centro.
Dopo la vittoria di Kiev, la 125. infanterie division venne trasferita alla 17. Armee e continuò ad avanzare fino alla linea del Donec, dove rimase durante il duro inverno 1941-1942 che fu caratterizzato dalle continue controffensive sovietiche che misero in pericolo il fronte tedesco e rischiarono di provocare una ritirata disastrosa della Wehrmacht.
Nell'estate 1942 Adolf Hitler e l'alto comando tedesco decisero di sferrare una nuova offensiva generale nel settore meridionale del fronte orientale; la cosiddetta operazione Blu prevedeva una grande avanzata in direzione del Volga e del Caucaso e la 125. Infanterie-Division venne compresa tra le forze assegnate al Gruppo d'armate A del feldmaresciallo Wilhelm List, incaricato di marciare a sud del Don verso il Kuban' e la regione caucasica. La divisione entrò a far parte del LVII Corpo d'armata corazzato del generale Friedrich Kirchner alle dipendenza a sua volta della 17. Armee del generale Richard Ruoff.
La missione principale del Gruppo d'armate A nella fase iniziale dell'offensiva tedesca era la rapida conquista di Rostov sul Don e la costituzione di teste di ponte a sud del fiume per aprire la strada alla grande avanzata verso il Caucaso e la 125. Infanterie-Division venne impiegata a nord della città per prendere parte ai combattimenti. I soldati svevi entrarono quindi in azione nel centro cittadino e furono impegnati in scontri violentissimi contro i reparti sovietici dell'NKVD che si batterono con grande determinazione per guadagnare tempo. Il 421º reggimento del colonnello Alfred-Hermann Reinhardt in particolare penetrò nell'abitato e avanzò lentamente verso il centro di Rostov. La 125. Infanterie-Division dimostrò tenacia e preparazione; dopo scontri sanguinosi dal 23 al 25 luglio 1942, le truppe del colonnello Reinhardt completarono la conquista dell'abitato di Rostov e raggiunsero il Don entrando in collegamento con altre formazioni tedesche.
Dopo la conquista di Rostov e dei ponti sul Don, il Gruppo d'armate A del feldmaresciallo List poté iniziare la grande avanzata verso il Caucaso mentre le superstiti formazioni dell'Armata Rossa ripiegavano in profondità cercando di evitare nuovi accerchiamenti; la 125. Infanterie-Division venne trasferita al V Corpo d'armata della 17. Armee e dovette nella prima settimana di agosto 1942 marciare incessantemente in un ambiente arido e desolato senza incontrare molta resistenza ma intralciata da gravi difficoltà logistiche. Dopo aver raggiunto Tikhoretsk che venne conquistato dopo duri combattimenti contro i sovietici, la divisione proseguì verso sud e il 10 agosto 1942 arrivò a Krasnodar. I soldati della 125. Divisione dovettero impegnarsi in una nuova battaglia urbana per sloggiare il nemico da Krasnodar, quindi un battaglione del 421º reggimento proseguì l'11 agosto in direzione dei ponti sul fiume Kuban che tuttavia i russi riuscirono a distruggere in tempo; i tedeschi riuscirono ad attraversare il fiume solo il 14 agosto su un ponte di barche.
La 125. infanterie-Division riprese subito l'avanzata verso sud insieme alle altre formazioni del V Corpo d'armata della 17. Armee del generale Ruoff; nelle settimane seguenti i soldati tedeschi si avvicinarono alla costa orientale del Mar Nero e alla fine di agosto furono in vista dell'importante porto di Novorossijsk. I reparti del 419º reggimento della divisione, guidato dal colonnello Helmuth Friebe, giunsero per primi sulle colline sovrastanti la città e scorsero le acque del Mar Nero; nei giorni successivi furono raggiunti dal 421º reggimento e dalle prime unità della 73. Infanterie-Division. Novorossijsk venne attaccata dalle due divisioni del V Corpo dal 6 settembre e venne conquistata entro il 10 settembre 1942 dopo aspri combattimenti. Il comando tedesco tuttavia non fu in grado di sfruttare strategicamente il successo tattico; fu impossibile avanzare lungo la costa in direzione di Tuapse a causa dell'accanita resistenza sovietica e i tedeschi non poterono neppure utilizzare pienamente le capacità del porto di Novorossijsk che era minacciato dal tiro dell'artiglieria nemica schierata sulla costa orientale della baia. La 125. Infanterie-Division fu costretta a interrompere l'avanzata e dovette passare sulla difensiva in attesa dell'inverno.
La catastrofica situazione in cui si trovò l'esercito tedesco nel settore del Don e di Stalingrado dopo l'inizio della offensiva sovietica invernale il 19 novembre 1942, mise in pericolo tutto lo schieramento di truppe della Wehrmacht inoltratosi in profondità nel Caucaso. Dopo molte incertezze e ripensamenti, Hitler decise finalmente alla fine dell'anno 1942 di ordinare la ritirata generale del Gruppo d'armate A e quindi le truppe tedesche, compresa la 125. Infanterie-Division, iniziarono la pericolosa manovra di ripiegamento verso il Don e la penisola di Taman'. La divisione ricevette un compito essenziale durante la ritirata; le sue formazioni dovettero schierarsi a protezione di Krasnodar e difendere ad oltranza quell'importante nodo di comunicazioni per guadagnare tempo, arrestare temporaneamente l'avanzata sovietica e permettere il deflusso del XXXXIV E XXXXIX Corpo d'armata tedeschi. Dopo scontri sanguinosi e prolungati, i reparti della 125. Infanterie-Division, guidati dal colonnello Reinhardt, riuscirono a frenare il nemico e difesero le posizioni tattiche principali; entro la fine di gennaio 1943 tutti i reparti tedeschi della 17. Armee riuscirono a completare la ritirata e a prendere posizione nella penisola di Taman' grazie soprattutto all'abile azione di copertura dei soldati della 125. Infanterie-Division.
Nei mesi seguenti la 125. Infanterie-Division fu impegnata in strenui combattimenti difensivi nella penisola di Taman' contro le ripetute offensive sovietiche; infine la posizione a est dello stretto di Kerč' dovette essere abbandonata e, mentre il grosso della 17. Armee ripiegava in Crimea, la divisione venne trasferita a nord e assegnata alla 6. Armee schierata a difesa delle linee sul Dnepr a Zaporižžja. La 125. divisione si distinse nei combattimenti e nell'ottobre 1943 contribuì a guadagnare tempo, prima di coprire la ritirata tedesca a ovest del fiume; Zaporižžja venne evacuata e la grande diga e il ponte furono in parte demoliti. Nell'inverno 1943-44 la 125. Infanterie-Division combatté nella testa di ponte di Nikopol', inquadrata nel raggruppamento del generale Ferdinand Schörner; inviata come rinforzo per favorire la ritirata finale nel febbraio 1944 delle truppe tedesche da Nikopol, subì pesanti perdite e l'alto comando della Wehrmacht fu costretto in pratica a sciogliere la divisione alla fine di marzo 1944 che venne trasformata in un debole kampfgruppe denominato "divisiongruppe 125".
La storia organica della 125. Infanterie-Division era ormai finita; i resti del reparto vennero incorporati, come "gruppe 421" nella 302. Infanterie-Division e scomparvero durante la grande offensiva sovietica in Romania che provocò la distruzione di molte divisioni tedesche, tra le quali la 302. che infatti venne a sua volta ufficialmente sciolta nell'agosto 1944.

## Teatri d'operazione
- Germania: ottobre 1940-aprile 1941
- Balcani: aprile 1941-luglio 1941
- Fronte orientale: luglio 1941-aprile 1944

## Ordine di battaglia
1940
- Infanterie-Regiment 419
- Infanterie-Regiment 420
- Infanterie-Regiment 421
- Artillerie-Regiment 125
- Pionier-Bataillon 125
- Panzerjäger-Abteilung 125
- Aufklärungs-Abteilung 125
- Divisions-Nachrichten-Abteilung 125
- Divisions-Nachschubführer 125

1943
- Grenadier-Regiment 419
- Grenadier-Regiment 420
- Grenadier-Regiment 421
- Divisions-Füsilier-Bataillon 125
- Artillerie-Regiment 125
- Pionier-Bataillon 125
- Panzerjäger-Abteilung 125
- Feldersatz-Bataillon 125
- Divisions-Nachrichten-Abteilung 125
- Divisions-Nachschubführer 125

## Comandanti
- General der Infanterie Wilhelm Schneckenburger (5 ottobre 1940 - 24 dicembre 1942)
- Generalleutnant Helmut Friebe (24 dicembre 1942 – 31 marzo 1944)